# Isognathus pelops
Isognathus pelops är en fjärilsart som beskrevs av Jean Baptiste Boisduval 1875. Isognathus pelops ingår i släktet Isognathus och familjen svärmare. Inga underarter finns listade i Catalogue of Life.